# Terminale E
Pour un article plus général, voir Classe de terminale française.
La terminale E est une ancienne classe de lycée en France. Elle est remplacée en 1995 par la terminale S option Science Technologie Industrielle et renommée rapidement au début des années 2000 terminal S option science de l'ingénieur avant que les filières du baccalauréat soient supprimées en 2020.
Son programme est à dominante scientifique et technologique. Elle comporte notamment neuf heures d'enseignement des mathématiques, soit autant que la terminale C, ainsi que huit heures de mécanique et d'électronique, dont la plus grande part en ateliers.
Cette dénomination existe encore dans des pays francophones comme le Cameroun, la République du Congo et le Togo.

## Sources
- Une étude du baccalauréat scientifique